# 目覚めよニッポン!
『目覚めよニッポン!』（めざめよニッポン）は、日本のバンドB-DASHの5枚目のシングルである。2003年10月22日発売。発売元はUNLIMITED GROUP。

## 概要
- 前作から5ヶ月ぶりとなるシングル。
- CCCD。
- DVD付きの5万枚完全生産限定盤。

## 収録曲

### CD
1. 目覚めよニッポン!
作詞・作曲：GONGON、編曲：B-DASH
2. 食後の保育園(みんなのうた)
作詞・作曲：GONGON、編曲：B-DASH
アルバム『○』に収録されていた曲のリテイク
3. ナインティナインのオールナイトニッポン ジングル
お笑いコンビのナインティナインがパーソナリティをつとめるニッポン放送系の深夜放送、『ナインティナインのオールナイトニッポン』（木曜深夜25:00 - 27:00）のジングル

### DVD
1. 目覚めよニッポン! PV
2. “ボンゴ”from B-DASH JAPAN TOUR 2003@SHIBUYA-AX
3. “Water Pow”from B-DASH DVD『エベれーター』
4. オールナイトニッポンR　ジングル

## 収録アルバム

### 目覚めよニッポン!
- ベスト『B-DASH BEST』（2004年10月14日）
- ベスト『LEAD SONG COLLECTION』（2007年5月16日）

### 食後の保育園(みんなのうた)
- オリジナル『「○」』（2001年8月15日）